# Belo Infante dos meus olhos
"Belo Infante dos meus olhos" é uma canção de Natal tradicional portuguesa originária da freguesia de Boa Ventura na ilha da Madeira.

## História
Esta cantiga faz parte de um auto de Natal tradicional, originalmente representado nas igrejas após a Missa do Galo, mas que por volta de 1885 era apenas encenado em casas de particulares de Boa Ventura.

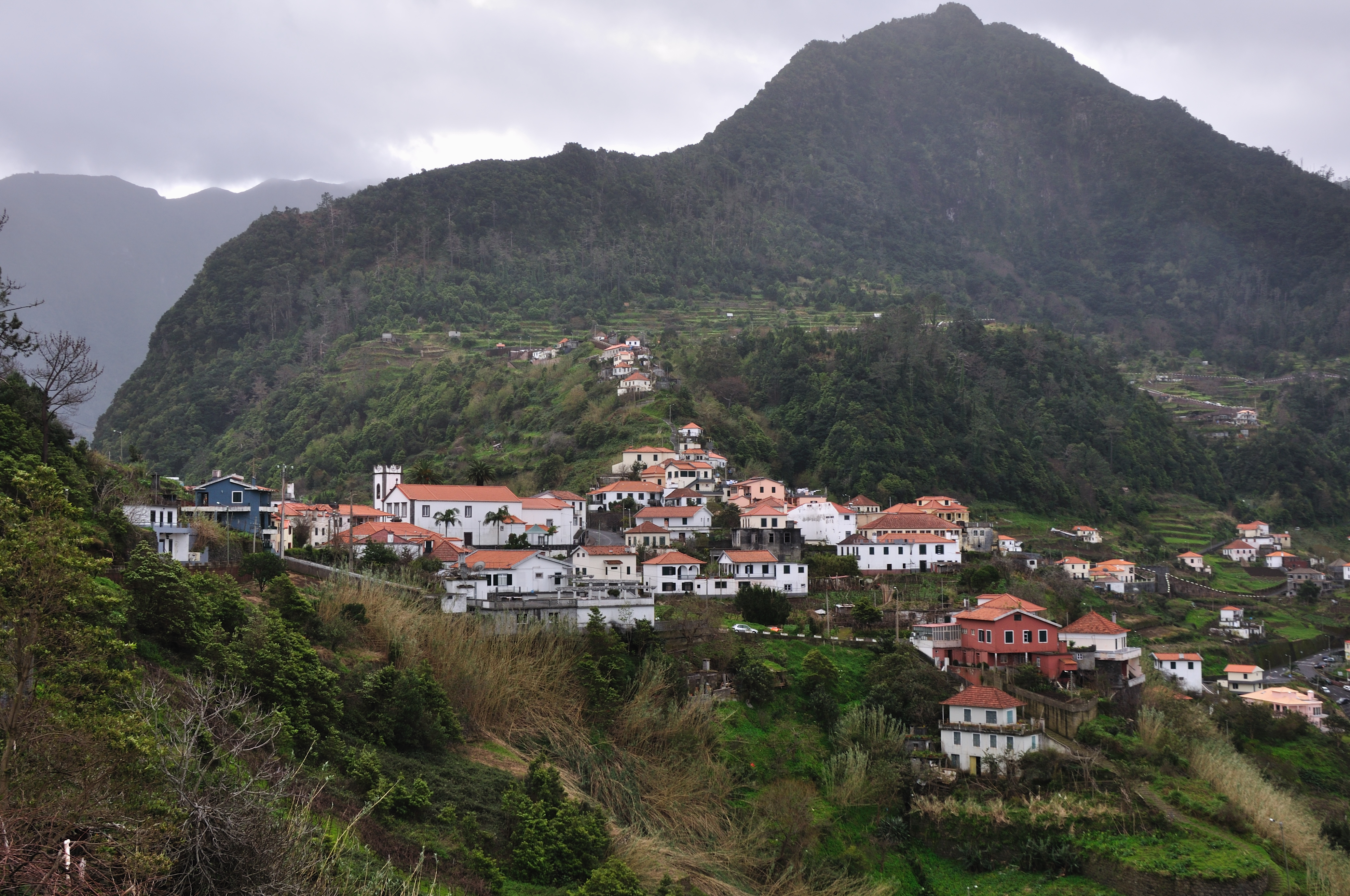
Vista da freguesia de Boa Ventura (São Vicente).

Em 1953 foi recolhida pelo padre João Arnaldo Rufino da Silva, tendo sido publicada em 1981 no Cancioneiro Popular Português do etnomusicólogo Michel Giacometti.

### Pensação do Menino
A cena do auto de Natal a que pertencia era a chamada "Pensação do Menino", uma tradição antiquíssima, já aludida em 1502 no "Auto Pastoril Castelhano" de Gil Vicente. É por isso possível que tenha chegado à ilha da Madeira nos primeiros anos do seu povoamento.
Era interpretada pela personagem "Anunciador" que acorda o Menino Jesus, seguindo-se a resposta dos "Anjos". Originalmente o Menino era também lavado, vestido e colocado num berço o que teria contribuído para a polémica que acabou na proibição da peça no interior dos templos. Hoje em dia, com o surgimento de novas mentalidades, a canção tem regressado às celebrações religiosas madeirenses.

## Harmonizações e intérpretes
O compositor português Eurico Carrapatoso trabalhou esta canção que incluiu em duas das suas obras: "Horto Sereníssimo" e "Três Natais Góticos".
Seguindo uma via mais tradicional, a canção é também interpretada pelo grupo madeirense Xarabanda[carece de fontes?].

## Letra
Anunciador:

Belo Infante dos meus olhos,

Da minha alma, luz divina,

Aparecei hoje ao mundo,

Pois Deus assim o destina.

Anjos (estribilho):

Meu Deus, meu Menino,

Meu Rei, meu Senhor,

Como estais tão pobre

Por nosso amor.